# Chow-chow (Relish)

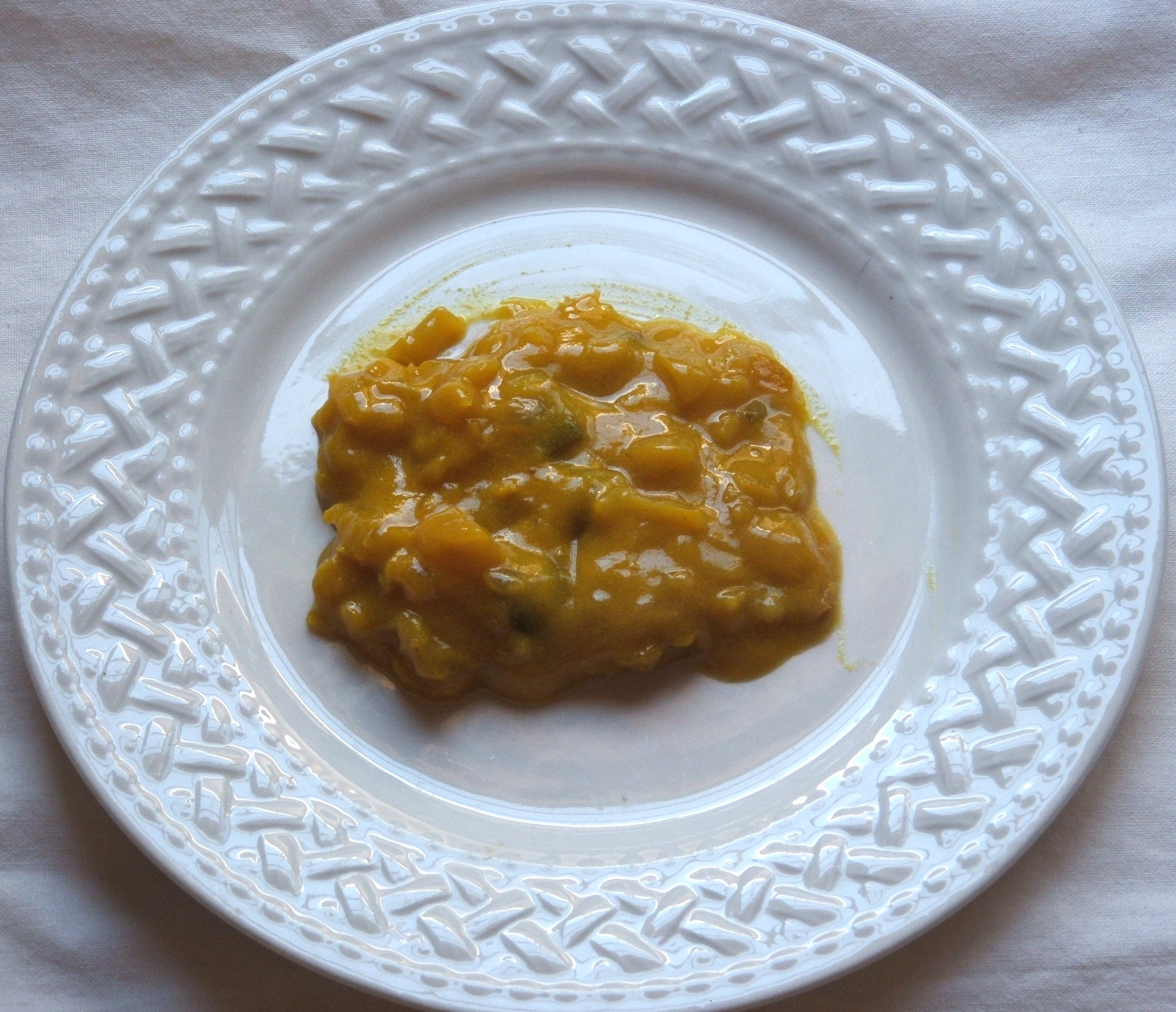
Chow-chow

Chow-chow ist ein im Süden der USA entwickeltes Relish aus eingelegtem Gemüse, typischerweise Kohl, Zwiebeln, Tomaten und Paprika, es sind aber auch andere Gemüse möglich. Die Zutaten werden mit Salz und Senf gewürzt und in Essig konserviert. Chow-chow wird kühl zu Hauptspeisen serviert.